# 哈吉乌玛尔·马姆苏罗夫
哈吉乌玛尔·吉奥罗维奇·马姆苏罗夫（俄语：Хаджи-Умар Джиорович Мамсуров，奥塞梯语：Мамсыраты Хадзы-Умар Джиоры фырт 1903年9月2日—1968年4月5日）苏联大将（1959年）、军事将领、情报官员、作家，苏联英雄（1944年）。生于俄罗斯帝国捷列克州，曾参与西班牙内战、冬季战争、苏德战争和镇压1956年匈牙利革命。1957年至1967年担任苏军情报机构格鲁乌第一副局长。据称，马姆苏罗夫曾参与揭露朱可夫的活动，最终朱可夫被免职。

## 生平

### 早年生活与教育
哈吉乌玛尔·吉奥罗维奇·马姆苏罗夫于1903年4月16日（儒略历4月3日）出生于俄罗斯帝国高加索地区捷列克州（今俄罗斯联邦北奥塞梯-阿兰共和国）的一个奥塞梯族村庄。他的家庭背景较为普通，但重视教育。马姆苏罗夫自幼聪颖好学，接受了良好的初等教育。他深受地下共产党叔叔萨坎德杰里·马姆苏罗夫 (Sakhandzheri Mamsurov) 的影响。
在叔叔的建议下，1918年6月，他加入了苏联红军，被编入第11军山地骑兵连。1919年4月，哈吉·奥马尔刚刚从一场大病中康复，就成为了在弗拉季高加索-格罗兹尼地区活动的游击队的联络员。1920年3月红军到来后，他作为捷列克特别委员会作战团第111和第169步枪团的向导，参加了北高加索的战斗。1920年，马姆苏罗夫加入共青团，在联共（布）捷列克地区委员会党校接受短期培训后，作为北高加索方面军第十集团军特别部骑兵中队的一员，参加了剿灭俄国白军的战斗。
1921年3月，马姆苏罗夫被派往东方劳动者共产主义大学学习，1923年毕业后，他回到北高加索，在区军事政治学校学习。1924年从区军事政治学校毕业后，加入联共（布）并成为社会学教师，先在区军事政治学校，然后在克拉斯诺达尔骑兵学校任教。1927年，马姆苏罗夫先是担任助理，后来成为北高加索军区独立联合国家骑兵团的军事委员。1933年3月，根据共和国革命军事委员会的命令，马姆苏罗夫被任命为第一步枪师独立骑兵中队的指挥官。1935年，马姆苏罗夫被派往红军总部情报局参加高级指挥人员侦察课程。

### 西班牙内战
1936年，西班牙内战爆发。同年2月完成训练后，他立即被任命为红军总部情报局特别部门“A”（主动情报，现为特别情报）的秘密代表，并被派往西班牙担任军事顾问.马姆苏罗夫以“科洛内尔·克萨诺夫”（полковник Ксанов）的化名，秘密前往西班牙，加入了支持西班牙共和国的国际纵队。他直接参与了多次关键的战斗和行动，包括对的重要据点进行突袭、组织和训练共和国军士兵以及在敌后开展游击战。1937年9月，马姆苏罗夫返回苏联。

### 第二次世界大战
苏芬战争期间，马姆苏罗夫发起并领导了破坏部队的创建，并将其纳入现役军队。1940年1月底，他亲自组建了隶属于第9集团军的列宁格勒滑雪破坏支队。在他的指挥下，一支由 300 名士兵组成的小队分成几组，大胆地突袭了芬兰人的后方。战争结束后，他被任命为红军总参谋部情报局第五处处长，并进入伏龙芝军事学院学习指挥人员高级培训班，并于1941年毕业。
1941年6月，纳粹德国入侵苏联，苏德战争爆发。马姆苏罗夫将军被委以重任，负责在被德军占领的广大苏联领土上组织和领导游击队运动。
卫国战争爆发后，马姆苏罗夫上校作为俄罗斯红军总参谋部特别作战组组长，被借调到伏罗希洛夫元帅麾下，负责在西部、西北和列宁格勒战线组织游击运动。在德军突破丘多沃地区期间，马姆苏罗夫指挥第311步兵师。 1942年1月被任命为第114骑兵师师长，后任布良斯克方面军第7骑兵军副司令。
根据1942年8月3日国防委员会的命令，在北高加索方面军军事委员会下成立了南方游击运动总部，领导北高加索和克里米亚地区的游击斗争。马姆苏罗夫上校被任命为参谋长。在他的领导下，总部建立了一所游击队员学校，其训练借鉴了西班牙在敌后进行破坏活动的经验。不久，马姆苏罗夫被调到最高统帅部总部的游击运动中央指挥部，作为作战部门的负责人，他成功领导了苏联游击队的破坏活动。1943年3月，他被调往红军总参谋部，任第二总局副局长。在 1943年4月，根据他的个人请求被派往前线，担任第二近卫克里米亚骑兵师的指挥官，并随该师战斗直至胜利。
1943年，他的骑兵师参加了基辅战役，解放了科罗斯季什夫和日托米尔两座城市。1944年，该师在深入德军后方实施了强大的突袭，攻占了斯卢茨克和卡缅卡-斯特鲁米洛沃等城市，随后成功在捷克斯洛伐克开展行动。由于在该师作战行动中表现出色，哈吉·乌马尔·吉奥罗维奇·马姆苏罗夫被晋升为少将。1945年4月21日，近卫骑兵第2师渡过托尔高市南部的易北河，击溃了德军的攻势，俘虏了大批战俘，缴获了117个装有武器的仓库。15,600人从两个集中营中获释。
1945年5月29日，苏联最高苏维埃主席团命令，授予近卫军少将马姆苏罗夫·哈吉-奥马尔·焦罗维奇“苏联英雄”称号，以表彰其在抗击德国侵略者的战斗中出色地完成了前线指挥部的作战任务，以及在战斗中表现出的勇气和英雄气概。

### 战后生涯与情报工作
1948年，马姆苏罗夫从总参谋军事学院毕业后被派往喀尔巴阡军区，先后任第38集团军第27机械化师、第13集团军第27步兵军和第38合成集团军司令。
1956年11月4日，参与镇压匈牙利起义，恢复德布伦茨、米什科尔茨和杰尔等城市的秩序。
1957年7月，调任苏联总参谋部情报局特殊项目中心主任。在六月事件中，参与揭露朱可夫导致其被解除国防部长职务。
1957年10月28日，根据苏联国防部长的命令，马姆苏罗夫中将被任命为总情报局第一副局长。在这个职位上，他为作战情报的开发和改进投入了大量的精力。特别关注苏联特种部队。到1964年，特种军事情报集团已由1953年苏联武装力量全面裁减后剩下的 11个独立特种连队扩大到6个独立连队、2个独立支队和10个独立旅队。
1962年，马姆苏罗夫被授予陆军上将军衔。
1968年4月5日逝世于莫斯科，被安葬于新圣女公墓。

## 文学创作
除了作为一名杰出的军事将领和情报官员外，马姆苏罗夫还是一位颇有成就的作家。他创作了多部回忆录和文学作品，记录了他参与西班牙内战和苏联卫国战争的亲身经历，以及他对战争、历史和人性的深刻思考。

### 主要著作
- 《西班牙日记》（Испанский дневник）ISBN 5-98862-013-2
- 《在敌后》（В тылу врага）
- 《大高加索的雪》（Снега Большого Кавказа）

## 个人荣誉
- 苏联英雄勋章 (1944年)
- 列宁勋章 (多次)
- 红旗勋章 (多次)
- 一级苏沃洛夫勋章
- 一级库图佐夫勋章
- 红星勋章